# Brachionus incertus
Brachionus incertus är en hjuldjursart som beskrevs av Hauer 1953. Brachionus incertus ingår i släktet Brachionus och familjen Brachionidae. Inga underarter finns listade i Catalogue of Life.